# Reinhard Leiter
Reinhard Leiter (3 gennaio 1976) è un ex sciatore alpino italiano.

## Biografia
Leiter, attivo dal dicembre del 1994, in Coppa Europa esordì il 10 dicembre 1995 in Val Gardena in discesa libera (43º) e ottenne il miglior piazzamento il 22 gennaio 1999 a Falcade in supergigante (13º); in Coppa del Mondo disputò due gare, la discesa libera della Val Gardena del 18 dicembre 1999 e il supergigante di Sankt Anton am Arlberg del 13 febbraio 2000, in entrambi i casi senza completare la prova. Prese per l'ultima volta il via in Coppa Europa il 13 dicembre 2000 ad Alleghe in slalom gigante (43º) e si ritirò al termine di quella stessa stagione 2000-2001; la sua ultima gara fu uno slalom gigante FIS disputato il 5 aprile a Pampeago. Non prese parte a rassegne olimpiche o iridate.

## Palmarès

### Coppa Europa
- Miglior piazzamento in classifica generale: 118º nel 1999

### Campionati italiani
- 1 medaglia:
  - 1 bronzo (discesa libera nel 1999)